# Sidney (Montana)
Sidney és una població dels Estats Units a l'estat de Montana. Segons el cens del 2000 tenia 4.774 habitants.

## Demografia
Segons el cens del 2000, Sidney tenia 4.774 habitants, 2.006 habitatges, i 1.271 famílies. La densitat de població era de 819,2 habitants per km².
Dels 2.006 habitatges en un 31,8% hi vivien nens de menys de 18 anys, en un 49,8% hi vivien parelles casades, en un 9,9% dones solteres, i en un 36,6% no eren unitats familiars. En el 33% dels habitatges hi vivien persones soles el 15,3% de les quals corresponia a persones de 65 anys o més que vivien soles. El nombre mitjà de persones vivint en cada habitatge era de 2,33 i el nombre mitjà de persones que vivien en cada família era de 2,98.
Per edats la població es repartia de la següent manera: un 26,7% tenia menys de 18 anys, un 7,1% entre 18 i 24, un 26,6% entre 25 i 44, un 21,8% de 45 a 60 i un 18% 65 anys o més.
L'edat mediana era de 39 anys. Per cada 100 dones de 18 o més anys hi havia 85,8 homes.
La renda mediana per habitatge era de 32.109 $ i la renda mediana per família de 38.992 $. Els homes tenien una renda mediana de 30.347 $ mentre que les dones 18.517 $. La renda per capita de la població era de 16.911 $. Aproximadament el 8,5% de les famílies i el 12,7% de la població estaven per davall del llindar de pobresa.

## Poblacions més properes
El següent diagrama mostra les poblacions més properes.